# 京都市立美豆小学校
京都市立美豆小学校（きょうとしりつ みずしょうがっこう）は、京都府京都市伏見区淀美豆町にある公立小学校。

## 沿革

### 美豆尋常小学校
- 1872年（明治5年）- 学制発布により、八幡高坊に「知周黌（知周校）」設置[1]
- 1881年（明治14年）- 教育令施行により、「知周黌」から分離し美豆村に「精義校」設置[1][2]
- 1891年（明治24年）- 淀川改修に伴い、美豆の西部に校舎移転、生津に分教場設置[1]
- 1899年（明治32年）- 宇治川改修[注釈 1]により、生津より分離して「小美豆」に尋常小学校を立地[1]
- 1908年（明治41年）- 義務教育年限延長により、美豆尋常高等小学校として3校を合併[1]
- 1934年（昭和9年）9月 - 室戸台風により校舎倒壊。再建できず、明親尋常高等小学校に統合[1]
- 1935年（昭和10年）4月11日 - 明親尋常高等小学校に合併。美豆尋常高等小学校閉校[3]。

### 美豆小学校（現校）
- 1984年（昭和59年）
  - 4月1日 - 京都市立明親小学校に南分校を併設[1]
  - 12月 - 南分校校舎竣工[3]
- 1985年（昭和60年）
  - 1月 - 分校で授業開始[3]
  - 3月 - 分校名を京都市立美豆小学校と命名[3]
  - 4月3日 - 京都市立美豆小学校独立開校[2][3]

## 卒業後の進路
卒業後は基本的に京都市立大淀中学校に進学する。

## 通学区域
美豆小学校の通学区域は、京都市の元学区（学区）の淀南学区にあたる3町（淀美豆町・淀際目町・淀生津町）に一致する。
また、京都市外の以下の区域について、区域外通学の対象となっている。
- 久御山町の大橋辺（うち、府道宇治淀線より西側）[6]
- 八幡市の八幡長町、八幡樋ノ口、川口高原[7][注釈 2]

### 通学区域が隣接している学校
- 京都市立明親小学校
- 久御山町立御牧小学校
- 久御山町立佐山小学校
- 八幡市立有都小学校
- 八幡市立八幡小学校
- 大山崎町立大山崎小学校

## 淀南学区
淀南学区（よどみなみがっく）は、京都市の学区（元学区）のひとつ。京都市伏見区に位置する。美豆小学校の通学区域と概ね合致する、京都市の地域自治の単位となる地域区分である。かつての綴喜郡美豆村の範囲に相当する。

### 淀南学区の沿革
現在の淀南学区の地域は、以下のような変遷を経ている。
近世の美豆村、際目村、生津村は、現在の八幡市川口にあたる川口村も含めた4か村により「八幡外四郷」を形成していた。明治初年の木津川付け替えにより川口村と対岸の右岸に位置するようになった3村は、町村制により1889年（明治22年）10月に綴喜郡美豆村の大字となった。その後宇治川付け替えにより大字美豆が宇治川の右岸、大字際目・生津が宇治川の左岸に位置することになった。美豆村は1935年（昭和10年）4月に久世郡淀町に編入された。（なお、淀町は1936年（昭和11年）2月に、乙訓郡淀村を編入している。）その後、淀町が1957年（昭和32年）4月1日に京都市へ編入され、これらの地域は伏見区に所属することになった。

### 人口・世帯数
京都市内では、概ね元学区を単位として国勢統計区が設定されており、淀南学区の区域に設定されている国勢統計区（伏見区第9国勢統計区）における令和2年（2020年）10月の人口・世帯数は5,545人、2,280世帯である。

### 地理
伏見区の南西部に位置する学区であり、北側は淀学区、東側は久世郡久御山町と八幡市の飛地（八幡長町、八幡樋ノ口、川口高原）、南側は八幡市、西側は一部で乙訓郡大山崎町に接する。面積は2.385平方キロメートルであり、区域の中央部を宇治川が横切り、両岸は淀大橋で結ばれる。

### 淀南学区の通学区域
淀南学区の通学区域は、現在全域について、小学校は京都市立美豆小学校、中学校は京都市立大淀中学校となっている。

### 淀南学区の町名
- 淀美豆町
- 淀際目町
- 淀生津町

## 周辺
- 淀車庫（京阪電気鉄道）